# Stenoplesictidae
Gli Stenoplesictidi (Stenoplesictidae, Schlosser, 1923) sono una famiglia estinta di mammiferi carnivori, appartenenti al sottordine Feliformia, vissuta dall'Eocene fino alla metà del Miocene.

## Classificazione

### Sottofamiglie
- Sottofamiglia Stenoplesictinae:
  - Genere Shandgolictis:
    - Shandgolictis elegans †

  - Genere Asiavorator:
    - Asiavorator altidens †

  - Genere Moghradictis:
    - Moghradictis nedjema †

  - Genere Africanictis:
    - Africanictis meini †
    - Africanictis schmidtkittleri †

  - Genere Mioprionodon:
    - Mioprionodon pickfordi †

  - Genere Stenoplesictis:
    - Stenoplesictis muhoronii †
    - Stenoplesictis cayluxi †
    - Stenoplesictis minor †
    - Stenoplesictis crocheti †
    - Stenoplesictis indigenus †

  - Genere Palaeoprionodon:
    - Palaeoprionodon lamandini †

  - Genere Anictis:
    - Anictis simplicidens †

  - Genere Haplogale:
    - Haplogale media †

  - Genere Viretictis:
    - Viretictis sp. †
- Sottofamiglia Proailurinae:
  - Genere Stenogale:
    - Stenogale julieni †
    - Stenogale intermedia †
    - Stenogale bransatensis †
    - Stenogale aurelianensis †

  - Genere Proailurus: 
    - Proailurus lemanensis †
    - Proailurus gracilis †
    - Proailurus brevidens †